# Albis
L'Albis è una catena di colline nel canton Zurigo, in Svizzera, che si estende per circa 19 km da Sihlbrugg a sud fino a Waldegg vicino a Zurigo a nord. La catena forma, tra l'altro, il confine tra i distretti di Affoltern e Horgen. Il punto più noto è l'Uetliberg alto 870 m, che domina la città di Zurigo. Altri punti di interesse sono l'Albishorn (909 m), il Bürglen (noto anche come Bürglenstutz, la vetta più alta, 914,6 m.), lo Schnabelburg, una torre di osservazione, il Passo dell'Albis, la cittadina di Buechenegg e gli estesi boschi (conosciuta come la foresta di Sihlwald) su entrambi i lati del fiume Sihl. La Sihltal confina con la catena dell'Albis su tutto il suo lato est. Sul lato ovest, l'Albis è delimitato da vari corsi d'acqua (tra cui il Reppisch) e da un lago, il Türlersee.
La catena è per lo più boscosa, ma presenta anche estesi campi, che spesso raggiungono la sommità, alcuni coltivati, altri adibiti a pascolo per mucche o pecore. Essendo molto vicino a Zurigo, l'area è molto visitata, soprattutto vicino alla sua estremità settentrionale, e comprende molti ristoranti lungo la vetta (da Uetliberg a Albishorn), sentieri ben tenuti e strade sterrate, una ferrovia (la Uetlibergbahn) da Zurigo e un funivia (Felseneggbahn) da Adliswil a Felsenegg.
La catena dell'Albis si è formata come morena sinistra del ghiacciaio il cui letto è oggi il Lago di Zurigo. Il terreno è principalmente un conglomerato di ghiaia, in parte di grandi dimensioni, e loess glaciale. I versanti spesso ripidi della catena sono spesso soggetti a piccoli smottamenti. In generale, il lato orientale della catena (che si affaccia sul Lago di Zurigo) tende ad essere più ripido del lato occidentale.
Le cime delle colline dell'Albis fornivano diversi buoni siti difensivi ed erano i luoghi dei castelli di Uetliberg, Baldern e Schnabelburg, che ora sono tutti in rovina o perduti.
La catena dell'Albis è stata inserita nel 1983 nell'Inventario federale dei paesaggi, siti e monumenti naturali d’importanza nazionale (n. oggetto 1306). Gran parte delle aree sono foreste di importanza storica naturale e l'Albis è designato come area di conservazione del paesaggio.
Oggi l'Albis è principalmente un'area ricreativa locale per le comunità dell'agglomerato circostante. L'uso agricolo e forestale è in calo.
Il 1º gennaio 2009 è stato inaugurato il Zurich-Sihlwald Wilderness Park, il primo parco avventura naturale nazionale e il più grande bosco misto di latifoglie dell'Altopiano svizzero.